# David Hawkins
David Hawkins (28 de fevereiro de 1913 - 24 de fevereiro de 2002) foi um cientista americano estudioso da filosofia da ciência, matemática, economia, educação científica infantil e ética. Ele também foi assistente administrativo no Projeto Manhattan no Laboratório de Los Alamos e posteriormente um de seus historiadores oficiais. Junto com Herbert A. Simon, ele descobriu e provou o Teorema de Hawkins-Simon.